# Dunton, Norfolk
Dunton är en civil parish i Storbritannien.   Den ligger i grevskapet Norfolk och riksdelen England, i den sydöstra delen av landet, 160 km norr om huvudstaden London. Antalet invånare är 115. Arean är 15,6 kvadratkilometer.
Terrängen i Dunton är platt.